# Citron des Carmes (pera)
Citron des Carmes ( en España es conocida como 'Magdalena') es el nombre de una variedad cultivar de pera europea Pyrus communis. Esta pera está cultivada en la colección de la Estación Experimental Aula Dei (Zaragoza). Esta pera variedad antigua, es originaria de Bélgica. En España tuvo su mejor época de cultivo comercial antes de la década de 1960, y actualmente en menor medida aún se encuentra mencionada en las Islas Baleares, Logroño, Pontevedra y Zaragoza. Las frutas tienen una pulpa semifina, jugosa y tierna, dulce y picante al mismo tiempo. Se puede usar como pera de mesa como fruta fresca o como pera para cocinar.

## Sinonimia
- "Madeleine",[5]
- "Madeleine au Citron des Carmes",[7]
- "Madeline",
- "Magdalen",
- "Magdaleine",
- "Magdelen",
- "Poire Hativeau",
- "Sainte Madelaine",[8][9]
- "Early Chaumontelle",
- "Early Madelaine",
- "Early Rose Angle",
- "Grune Magdalena",
- "Grune Sommer",
- "Grune Sommer Magdalena",
- "Hasting Pear",[10]
- "Pera Magdalena" en España,
- "Limón del Carmen",
- "Magdalena del Carmen".[1]

## Historia
La variedad de pera 'Citron des Carmes' es una variedad muy antigua oriunda de Bélgica ya nombrada en 1628 como cultivada por las monjas de un convento de las Carmelitas. También está referenciada como cultivada en el Potager du Roy, en Versalles, Francia.
Consta una descripción del fruto: Leroy 1867 : 563; Hedrick, 1921 : 195; Soc. Pom. France, 1947 : 320; Baldini y Scaramuzzi 1957 : 294; Blaja et al 1964 : 85, y en E. E. Aula Dei.
En España 'Magdalena' está considerada incluida en las variedades locales autóctonas muy antiguas, cuyo cultivo se centraba en comarcas muy definidas. Se caracterizaban por su buena adaptación a sus ecosistemas y podrían tener interés genético en virtud de su adaptación. Se encontraban diseminadas por todas las regiones fruteras españolas, aunque eran especialmente frecuentes en la España húmeda. Estas se podían clasificar en dos subgrupos: de mesa y de cocina (aunque algunas tenían aptitud mixta).
'Magdalena' es una variedad clasificada como de mesa, difundido su cultivo en el pasado por los viveros comerciales y cuyo cultivo en la actualidad se ha reducido a huertos familiares y jardines privados.
La pera 'Citron des Carmes' está cultivada en diversos bancos de germoplasma de cultivos vivos tales como en National Fruit Collection con el número de accesión: 2001-045 y nombre de accesión: 'Citron des Carmes'. También cultivada en la colección de la Estación Experimental Aula Dei de Zaragoza con el nombre de accesión 'Magdalena'.

## Características
El peral de la variedad 'Magdalena' tiene un vigor alto y muy productiva; floración 20 de abril con floración del 10%, el 26 de abril una floración completa (80%), y para el 7 de mayo tiene una caída de pétalos del 90%; tubo del cáliz mediano o muy grande, en embudo cónico con conducto muy ancho.
La variedad de pera 'Magdalena' tiene un fruto de tamaño pequeño a medio (peso promedio 47,00 g); forma esferoidal, sin cuello, muy asimétrica, contorno irregular; piel lisa, brillante; con color de fondo verde oliváceo oscuro, sin chapa, presenta un punteado amarillento poco perceptible, excepto alrededor del ojo donde se aprecia más claramente, "russeting" (pardeamiento áspero superficial que presentan algunas variedades) bajo (1-25%); pedúnculo de longitud muy largo, fino, carnoso en la base, recto o ligeramente curvo, verdoso con señales de yemas, implantado oblicuo, a veces formando un repliegue carnoso en la unión con el fruto; cavidad del pedúnculo nula; anchura de la cavidad calicina de anchura estrecha, con una profundidad escasa casi superficial; ojo mediano, cerrado o semicerrado; sépalos verdosos o negruzcos, convergentes con las puntas hacia fuera.
Carne de color amarillenta; textura blanda, fundente; sabor alimonado, muy perfumado, bueno; corazón de tamaño pequeño. Eje abierto, amplio. Celdillas pequeñas. Semillas de tamaño medio, alargadas, puntiagudas, casi negras.
La pera 'Magdalena' madura a finales de julio, siendo el período de plena madurez alrededor del día de "Sainte Madeleine". Las peras deben almacenarse en un lugar fresco y alejado de la luz, idealmente en el árbol frutal, pero no durarán mucho, es mejor consumirlas rápidamente.

## Susceptibilidades
Fruta amateur de cultivo en huertos y jardines particulares.  
Es una variedad que tiene buena resistencia a la sarna del peral y debe plantarse en un lugar cálido y aireado. 
Son autofértiles, pero mejoran su polinización y resultado final de la fruta con otro peral cerca, preferiblemente en un radio de 50 m.